# Darchen
Darchen är en ort i Kina. Den ligger i den autonoma regionen Tibet, i den sydvästra delen av landet, omkring 950 kilometer väster om regionhuvudstaden Lhasa. Antalet invånare är 754.
Trakten runt Darchen är nära nog obefolkad, med mindre än två invånare per kvadratkilometer. Det finns inga andra samhällen i närheten. Trakten runt Darchen består i huvudsak av gräsmarker.
Genomsnittlig årsnederbörd är 534 millimeter. Den regnigaste månaden är juli, med i genomsnitt 146 mm nederbörd, och den torraste är november, med 2 mm nederbörd.